# Leusden PON

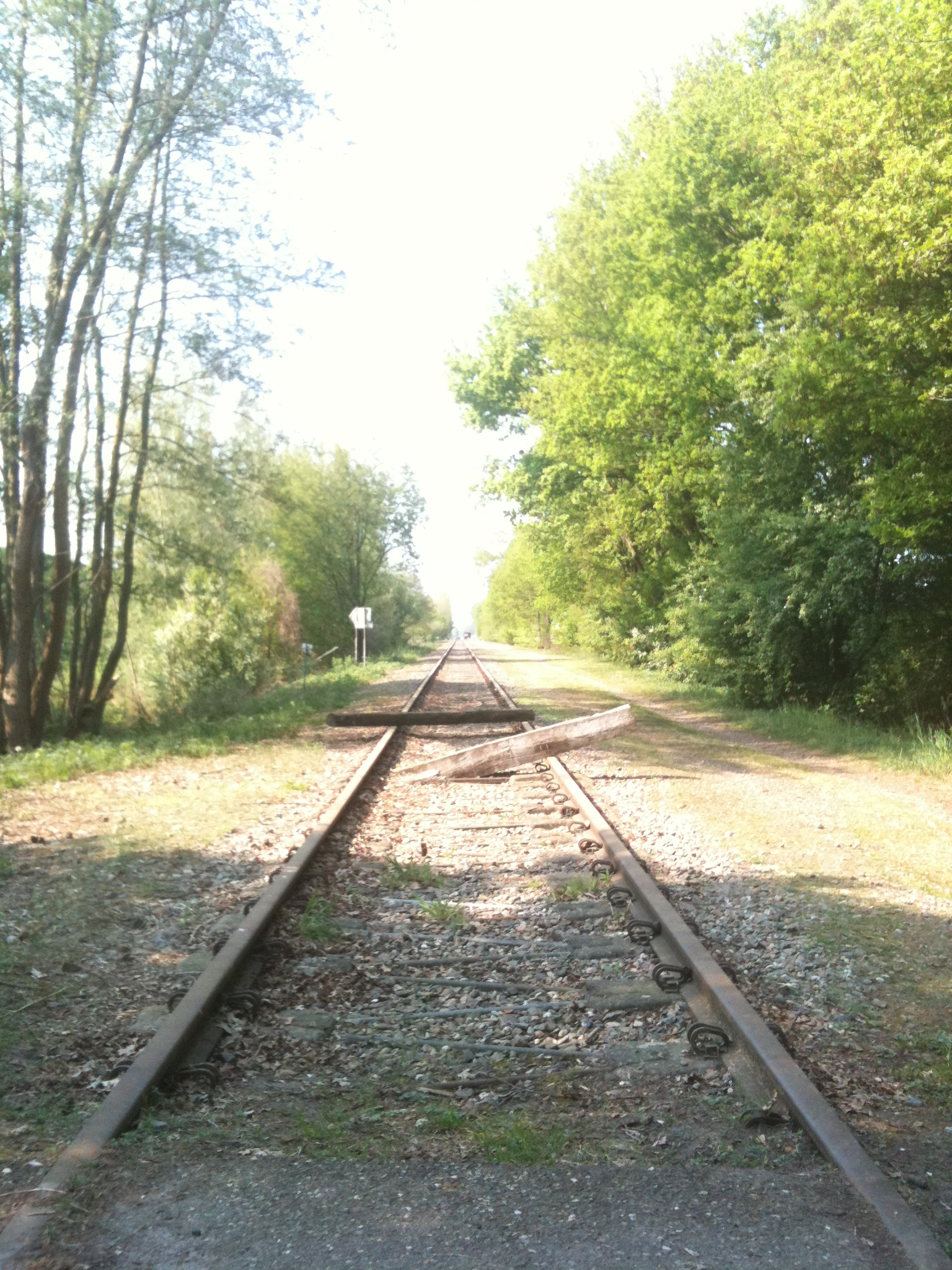
Einde van de lijn in Leusden

Leusden PON is een raccordement in de Nederlandse plaats Leusden, aan het einde van de Ponlijn, een restant van de voormalige spoorlijn Amersfoort - Kesteren.
Het raccordement bedient de Leusdense vestiging van Pon, een bedrijf dat onder meer Volkswagen, Audi, SEAT, Škoda en Porsche importeert. Enkele malen per week rijden treinen met onder meer auto's en onderdelen van en naar het emplacement bij station Amersfoort Centraal, waar de Ponlijn aansluit op de rest van het Nederlandse spoorwegnet.